# Марьинская (Вожегодский район)
Марьинская — деревня в Вожегодском районе Вологодской области России.
Входит в состав Явенгского сельского поселения (с 1 января 2006 года по 9 апреля 2009 года была центром Марьинского сельского поселения), с точки зрения административно-территориального деления — центр Марьинского сельсовета.
Расстояние до районного центра Вожеги по автодороге — 18 км, до центра муниципального образования Базы по прямой — 15 км. Ближайшие населённые пункты — Отрадное, Перепечиха, Фуниково.
По переписи 2002 года население — 138 человек (65 мужчин, 73 женщины). Всё население — русские.